# 我的美麗時光
《我的美麗時光》（英語：The best of times）是臺灣樂團強辯樂團的第三張錄音室專輯，走回獨立樂團重新出發，自費錄製最新創作。

與種子音樂合作代理，於2014年9月25日正式發行，一共收錄十三首歌曲。

## 簡介
專輯以「記錄」為設計概念，記錄強辯在低潮幾年間發生的事物，所產生自我懷疑與反思的心路歷程。這段過渡時期的複雜性，真實呈現收錄於這張日記式專輯裡。
專輯中，最後一首歌曲《下輩子》表達樂團成員們的心境。“有很多的緣份得來不易，如果有所謂的輪迴，人真的有下輩子！希望下輩子就像現在一樣，能夠聚在一起，也許會再次經過一些痛苦低潮，但強辯希望陪伴大家一起渡過，下輩子就像現在一樣站在你身邊。”

## 成員
- 主唱／吉他手：黃少谷（黃牛、少少）
- 團長／貝斯手：林奕勳（海狗）
- 鼓手：邵崇柏（小猴）

## 曲目
| 曲序 | 曲目                           | 作曲   | 填詞   | 時長 | 備註                                                           |
| 1    | 我的美麗時光 My beautiful time | 黃少谷 | 黃少谷 | 3:15 | 電視劇《神仙·老師·狗》插曲                                     |
| 2    | 哈尼哈尼 Honey Honey           | 黃少谷 | 黃少谷 | 4:24 | 電視劇《神仙·老師·狗》片頭曲                                   |
| 3    | 一天一天 Day by day            | 黃少谷 | 黃少谷 | 3:38 | 電視劇《惡男日記》片尾曲 、《神仙·老師·狗》插曲                |
| 4    | 水晶球 Crystal Ball            | 黃少谷 | 邵崇柏 | 3:58 |                                                                |
| 5    | 沒問題 Yes man                 | 黃少谷 | 黃少谷 | 4:40 | 電視劇《神仙·老師·狗》插曲                                     |
| 6    | 出唱片 My Album                | 黃少谷 | 黃少谷 | 2:42 |                                                                |
| 7    | 承不起的痛 Unbearable          | 黃少谷 | 黃少谷 | 4:29 | 電視劇《神仙·老師·狗》片尾曲                                   |
| 8    | 卡樂世界 Color World           | 黃少谷 | 黃少谷 | 2:58 | 電視劇《萌學園6復活之戰》片尾曲 、日本斑馬文具SARASA年度代言曲 |
| 9    | 綜藝小弟小 Little Clown        | 黃少谷 | 黃少谷 | 3:38 |                                                                |
| 10   | 最佳女配角 Supporting role     | 黃少谷 | 黃少谷 | 3:25 |                                                                |
| 11   | 美頌 May song                  | 黃少谷 | 黃少谷 | 3:19 | 台語歌曲 、電視劇《神仙·老師·狗》插曲                          |
| 12   | 對不起 Regret                  | 黃少谷 | 黃少谷 | 4:27 |                                                                |
| 13   | 下輩子 Next life               | 黃少谷 | 黃少谷 | 4:08 |                                                                |